# Lollapalooza Chile 2011
Lollapalooza Chile 2011 fue la primera versión de este conocido festival realizado por primera vez fuera de los Estados Unidos. Se llevó a cabo en el parque O'Higgins de la ciudad de Santiago los días 2 y 3 de abril de ese año.

## Desarrollo

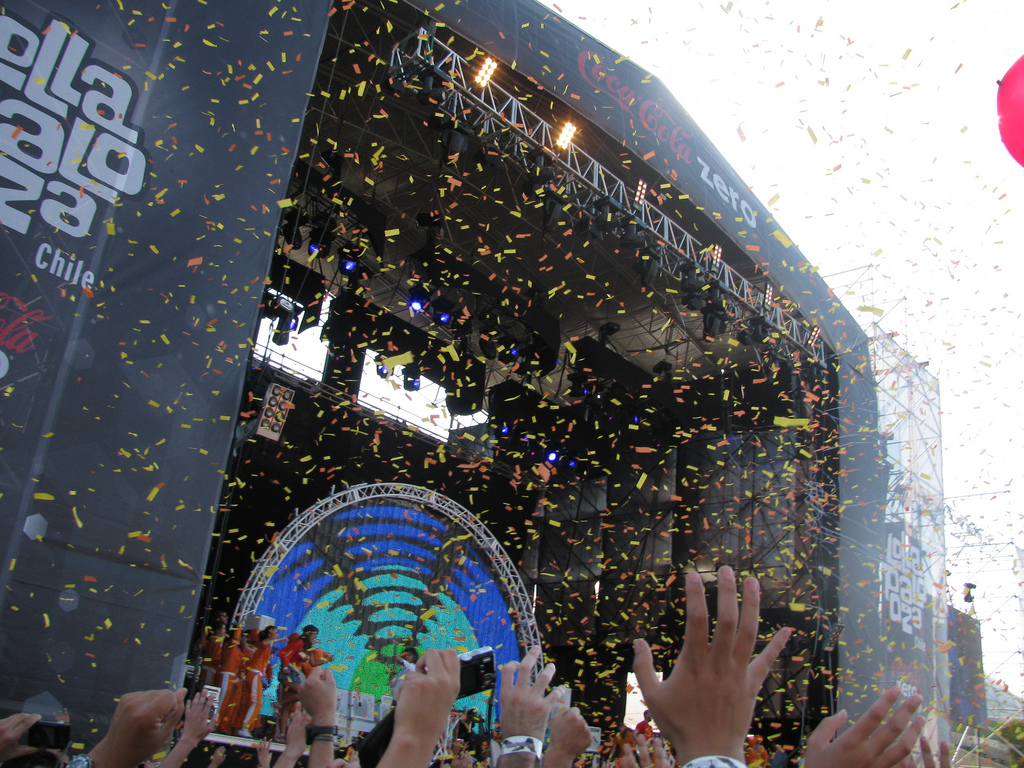
Lollapalooza Chile 2011 durante el concierto de The Flaming Lips.

A mediados de noviembre de 2010, el músico estadounidense Perry Farrell anunció que la vigésima versión del festival Lollapalooza se realizaría por primera vez fuera de los Estados Unidos; el sitio elegido fue el Parque O'Higgins de Santiago de Chile los días 2 y 3 de abril de 2011. 
El evento reunió alrededor de 100 000 personas, entre la elipse del parque O'Higgins, el Movistar Arena y el Teatro La Cúpula.
Al cerrar el festival, Farrell y la productora Lotus confirmaron una versión anual en Santiago, y el 4 de julio se confirmaron las fechas: el 31 de marzo y 1 de abril de 2012 nuevamente en el parque O'Higgins.
Algunos críticos sintieron que la mala organización afectó al desarrollo del evento. Así también, mucha gente de Chile sintió que el festival final no cumplió con las expectativas, sintiéndose más como un "Lollapalooza chileno" que como un "Lollapalooza en Chile". 
La organización contó con muchos problemas, siendo el que probablemente más resaltó la cancelación del show de Yeah Yeah Yeahs por problemas de salud de uno de sus integrantes. El problema se acrecentó cuando los organizadores anunciaron que no devolverían las entradas por ningún motivo. Sumado a lo anterior, los organizadores no pusieron otro grupo de reemplazo, sino que como solución alargaron el tiempo de los demás artistas.
El line-up del festival fue bastante bien recibido por los fanáticos de la música ya que había muchos artistas de calidad como The Killers, Cypress Hill, Fatboy Slim, Deftones, Kanye West, Jane's Addiction, 30 Seconds to Mars, entre otros.

## Artistas participantes
| Sábado 2 de abril    | Sábado 2 de abril    | Sábado 2 de abril         | Sábado 2 de abril                    | Sábado 2 de abril |
| Coca Cola Zero Stage | Claro Stage          | LG Stage                  | Tech Stage                           | Kidzapalooza      |
| -------------------- | -------------------- | ------------------------- | ------------------------------------ | ----------------- |
| The Killers          | Deftones             | Fatboy Slim               | Cansei de Ser Sexy                   | Achu              |
| The National         | Ben Harper           | Empire of the Sun (banda) | Datarock                             | Los Pulentos      |
| James (banda)        | Cypress Hill         | Perry Etty v/s Chris Cox  | Edward Sharpe and the Magnetic Zeros | TBD               |
| Los Bunkers          | Steel Pulse          | Joachim Garraud           | Bomba Estéreo                        | Magic Twins       |
|                      | Francisca Valenzuela | Zeta Bosio                | Ana Tijoux                           |                   |
|                      |                      | Latin Bitman              | Dënver                               |                   |
|                      |                      | DJ Raff                   | Astro                                |                   |
|                      |                      | New Kids on the Noise     | Devil Presley                        |                   |
|                      |                      | Ital                      |                                      |                   |

| Domingo 3 de abril   | Domingo 3 de abril | Domingo 3 de abril    | Domingo 3 de abril      | Domingo 3 de abril         |
| Coca Cola Zero Stage | Claro Stage        | LG Stage              | Tech Stage              | Kidzapalooza               |
| -------------------- | ------------------ | --------------------- | ----------------------- | -------------------------- |
| Kanye West           | Jane's Addiction   | Armin Van Buuren      | Cold War Kids           | Los Pulentos               |
| 30 Seconds to Mars   | Sublime            | Boys Noize            | The Drums               | Achu & Los Plumabits       |
| The Flaming Lips     | Chico Trujillo     | Fischerspooner        | Cat Power               | Fractal & Joe Vasconcellos |
| 311                  | Todos tus muertos  | Ghostland Observatory | Devendra Banhart        | Cuchara                    |
| Mala Rodríguez       | Quique Neira       | Toy Selektah          | Fother Muckers          |                            |
|                      |                    | Javiera Mena          | The Ganjas              |                            |
|                      |                    | Matanza               | Cómo Asesinar a Felipes |                            |
|                      |                    |                       | Mundano                 |                            |